# Кубок Ісландії з футболу 2012
Кубок Ісландії з футболу 2012 — 53-й розіграш кубкового футбольного турніру в Ісландії. Переможцем став КР.

## Календар
| Раунд            | Дата              | Матчі | Клуби   |
| ---------------- | ----------------- | ----- | ------- |
| Попередній раунд | 1 травня 2012     | 1     | 76 → 75 |
| Перший раунд     | 4-9 травня 2012   | 23    | 75 → 52 |
| Другий раунд     | 15-22 травня 2012 | 20    | 52 → 32 |
| 1/16 фіналу      | 6-12 червня 2012  | 16    | 32 → 16 |
| 1/8 фіналу       | 21-26 червня 2012 | 8     | 16 → 8  |
| 1/4 фіналу       | 8-9 липня 2012    | 4     | 8 → 4   |
| 1/2 фіналу       | 1-2 серпня 2012   | 2     | 4 → 2   |
| Фінал            | 18 серпня 2012    | 1     | 2 → 1   |

## Регламент
У перших раундах брали участь команди з нижчих дивізіонів та аматори. Клуби Урвалсдейлду стартували з 1/16 фіналу.

## 1/8 фіналу
| Команда 1                | Рахунок | Команда 2   |
| ------------------------ | ------- | ----------- |
| 21 червня 2012           |         |             |
| Троттур (2)              | 2:1 дч  | Валюр       |
| 25 червня 2012           |         |             |
| Вестманнаейя             | 6:1     | Гьоттур (2) |
| Акурейрі (2)             | 2:3     | Ґріндавік   |
| Афтурелдінг (3)          | 2:3     | Фрам        |
| Стьярнан                 | 1:0 дч  | Рейнір (3)  |
| Сельфосс                 | 4:0     | КБ (4)      |
| 26 червня 2012           |         |             |
| КР                       | 3:0     | Брєйдаблік  |
| Вікінгур (Рейк'явік) (2) | 2:1     | Фількір     |

## 1/4 фіналу
| Команда 1                | Рахунок | Команда 2 |
| ------------------------ | ------- | --------- |
| 8 липня 2012             |         |           |
| Вестманнаейя             | 1:2     | КР        |
| Троттур (2)              | 3:0     | Сельфосс  |
| Вікінгур (Рейк'явік) (2) | 0:3     | Ґріндавік |
| 9 липня 2012             |         |           |
| Стьярнан                 | 2:1     | Фрам      |

## 1/2 фіналу
| Команда 1     | Рахунок | Команда 2   |
| ------------- | ------- | ----------- |
| 1 серпня 2012 |         |             |
| Стьярнан      | 3:0     | Троттур (2) |
| 2 серпня 2012 |         |             |
| Ґріндавік     | 0:1     | КР          |

## Фінал
| 18 серпня 2012 19:00 (EEST) |

| Стьярнан      | 1:2      | КР                        |
| ------------- | -------- | ------------------------- |
| Йоганнссон 6' | Протокол | Мартін 32' Сігурдссон 84' |

| Лаугардалсволлур, Рейк'явік Глядачів: 5 080 Арбітр: Тороддур Г'ялталін-молодший |